# Dżungla (film)
Dżungla (ang. The Wild) – amerykańsko-kanadyjski film animowany z 2006 roku w reżyserii Steve’a „Spaz” Williamsa. Produkcją zajęła się wytwórnia Walt Disney Pictures. W oryginalnej, angielskiej wersji filmu głosu Lwu Sebastianowi użyczył światowej sławy kanadyjski aktor i reżyser Kiefer Sutherland.
Wyprodukowany przez Hoytyboy Pictures, Sir Zip Studios i Contrafilm został zanimowany przez C.O.R.E. Feature Animation. Został wydany w kinach w Ameryce Północnej 14 kwietnia 2006 roku przez Buena Vista Pictures Distribution i zarobił 102 miliony dolarów (równowartość 154 161 770 dolarów w 2023 roku) przy budżecie 80 milionów dolarów (równowartość 120 911 192 dolarów w 2023 roku). Film okazał się porażką krytyczną i komercyjną, krytykowano go za jego animację i podobieństwa do filmów takich jak Madagaskar, Gdzie jest Nemo i Król Lew.
Fabuła Dżungli jest podobna do filmu Madagaskar, jednak jego produkcja rozpoczęła się wcześniej.

## Obsada głosowa
- Kiefer Sutherland – lew Sebastian
- Sam  Lerner – lew Franek
- James Belushi – wiewiór Benek
- Eddie Izzard – koala Bazyl
- Janeane Garofalo – żyrafa Bożenka
- Richard Kind – anakonda Ksysiek
- William Shatner – gnu Kazar
- Patrick Warburton – gnu Blag
- Chris Edgerly – kameleon Wsypa
- Bob Joles –
  - kameleon Wtyka,
  - treser
- Don Cherry – pingwin MC
- Miles Marsico – kangur Duke
- Jack DeSena – hipopotam Eze
- Lenny Venito – aligator Stan
- Joseph Siravo – aligator Carmine
- Colin Hay – flamingi Fergus
- Christian Argueta – gołąb Hamir
- David Cowgill – gołąb Hamir
- Jimmy Kimmel – sęp Scab
- Eddie Gossling – sęp Scraw
- Colin Cunningham – góralek
- Clinton Leupp – mama hipopotamica
- Nika Futterman – żuk gnojowy #1
- Julianne Buescher – żuk gnojowy #2
- Kevin Michael Richardson – ojciec Sebastiana
- Dominic Scott Kay – młody Sebastian

## Fabuła
W nowojorskim Central Park Zoo lew Sebastian bawi dorastającego syna Franka opowieściami o trudach życia w dżungli, z której rzekomo pochodzi. Jak każdy ojciec chce wychować syna na twardego mężczyznę. Do tej pory nie wychodziło mu to jednak najlepiej, żeby się zachowywał jak król zwierząt. Gdy w wyniku splotu nieprzewidzianych okoliczności Franek trafia na pokład statku płynącego do Afryki, zrozpaczony ojciec i grupa jego przyjaciół: żyrafa Bożenka, wiewiórka Benek, anakonda Krzysiek i miś koala Bazyl, ruszają mu z pomocą, zanim mu się przytrafi coś złego.

## Piosenki
1. Real Wild Child – Everlife
2. Good Enough – Lifehouse
3. Big Time Boppin' (Go Man Go) – Big Bad Voodoo Daddy
4. Really Nice Day – Eric Idle/John du Prez
5. Tales from the Wild
6. You Can't Roar
7. Lost in the City
8. To the Wild
9. Alien Shores
10. The Legend in Action
11. The Mythology of Nigel
12. The Ritual
13. Found Our Roar
14. Clocks – Coldplay